# Чарльз, Эззард
Эззард Мак Чарльз (англ. Ezzard Mack Charles) более известный как Эззард Чарльз (англ. Ezzard Charles; 7 июля 1921, Лоренсвилл, Джорджия — 28 мая 1975, Чикаго) — американский боксёр-профессионал, чемпион мира в супертяжелом весе.

## Биография
Будущий чемпион родился 7 июля 1921 года в городе Лоуренсвилл, штат Джорджия, в бедной негритянской семье. Когда мальчику было девять лет его родители развелись и разъехались в разные стороны. Воспитывала маленького Эззарда бабушка, взяв его к себе в Цинциннати, штат Огайо. Боксировать Чарльз начал с детства и уже при окончании Вудвордской средней школы был известным местным бойцом.

В любительском боксе он начал боксировать в полулегком весе и в 1939 году выиграл популярный в Америке национальный турнир «Золотые перчатки». Любительскую карьеру закончил с рекордом 42-0. Уже тогда Чарльз получил прозвище «Кобра из Цинциннати».

12 марта 1940 в возрасте 18 лет состоялся его дебют в профессиональном боксе, тогда ещё в среднем весе. Позже Чарльз очень успешно выступал в полутяжелом весе, победив таких бойцов, как Чарли Бэрли, Джоуи Максим и аж три раза Арчи Мура. В тяжелом весе Эззард сперва потерпел несколько поражений, но к концу 1948 года в матчах-реваншах сумел расквитаться со своими обидчиками.

20 февраля 1948 года у Эззарда Чарльза произошла трагедия на ринге. В Чикаго он нокаутировал Сэма Бароуди, которого после боя увезли больницу, где он и скончался. Для набожного Чарльза это стало громадным потресением. Несколько дней он вообще пребывал в прострации, дав клятву уйти из бокса. Но какое-то время спустя к нему пришёл пастор местной церкви и сумел найти слова утешения, после чего Чарльз согласился выйти на ринг с целью отдать весь гонорар семье Бароуди. Также он поступил и в своём следующем бою.
После ухода Джо Луиса трон чемпиона в тяжелом весе оказался вакантным и Национальная боксерская ассоциация организовала бой за него между Эззардом Чарльзом и другим известным тяжеловесом Джерси Джо Уолкоттом. Бой состоялся 22 июня 1949 года, по очкам уверенно победил Чарльз. Однако чемпионом его признала только Национальная боксерская ассоциация, а Атлетические комиссии разных штатов сделать это отказались. Никаких юридических оснований у них для такого решения не было, но слава Джо Луиса была слишком велика и затмевала достижения Чарльза.

На счастье вскоре из-за финансовых проблем на ринг решил возвратиться Джо Луис. 7 сентября 1950 года состоялась встреча Чарльз-Луис. Эззард Чарльз доминировал на протяжении всего боя и выиграл по очкам единогласным решением судей. После победы на Луисом Чарльза наконец-то признали полноправным чемпионом мира. В ранге чемпиона он успел 4 раза защитить свой титул, против таких соперников как Ник Бароне, Ли Ома, Джерси Джо Уолкотт, Джоуи Максим.
18 июля 1951 года чемпион из Цинциннати вновь боксировал против Джерси Джо Уолкотта, которому на тот момент было уже 37 лет. Ранее Уолкотт дважды выходил против Чарльза и проигрывал по очкам. Но в этом бою произошла сенсация, выигрывая по ходу боя Чарльз был нокаутирован претендентом в 7-м раунде. Матч-реванш, состоявшийся в 1951 году, также принёс победу Уолкотту по очкам, после чего многие посчитали Чарльза конченным для большого бокса человеком.

Однако 7 июня 1954 года в Нью-Йорке 33-летний Чарльз провёл выдающийся бой против нового чемпиона мира Рокки Марчиано, уступив ему по очкам в конкурентном бою, но вызвав к себе восхищение и соперника, и публики. Увы, в состоявшемся спустя три месяца матче-реванше Марчиано победил Эззарда Чарльза тяжелым нокаутом в 8-м раунде.

После этого ничего яркого в спортивной судьбе Эззарда Чарльза уже не произошло. Какое-то время он выступал на ринге в малозначащих боях, но больше проигрывал и ушёл из бокса в 1959 году. Занявшись мелким бизнесом, удержал состояние, заработанное на ринге, хотя и не стал очень уж богатым.

28 мая 1975 года скончался в чикагском госпитале от бокового амиотрофического склероза, оставив вдову и троих детей.

## Интересные факты
- Дважды признан боксёром года по версии журнала The Ring (в 1949 и 1950 годах).
- Был принят в Международный зал боксёрской славы в 1990 году.
- В 2006 году международной организацией исследований бокса был поставлен на 11 строчку в рейтинге величайших боксеров всех времен.
- Телеканал ESPN поставил Чарльза на 27 место в рейтинге величайших боксеров всех времен.
- В 2009 году журнал Boxing Magazine назвал Эззарда Чарльза величайшим полутяжеловесом всех времен. Тем самым он опередил таких боксеров как Арчи Мур, Боб Фостер и Джин Танни. Самое удивительное при этом, что Чарльз ни разу не становился чемпионом мира в полутяжелой весовой категории.
- Известный историк бокса Берт Шугар[англ.] поставил Чарльза на седьмое место в рейтинге лучших супертяжеловесов всех времен и народов.
- В 2002 году журнал The Ring назвал Эззарда Чарльза величайшим полутяжеловесом всех времен.

## Результаты боёв
| Бой | Дата | Соперник | Судьи | Место боя | Раундов | Результат | Дополнительно |
| --- | ---- | -------- | ----- | --------- | ------- | --------- | ------------- |
|     |      |          |       |           |         |           |               |
| Бой | Дата | Соперник | Судьи | Место боя | Раундов | Результат | Дополнительно |